# Archibald Keightley
Archibald Keightley (1859–1930) ingressou na Sociedade Teosófica em 1884. Na Loja da ST de Londres na época estavam: A.P. Sinnett, Dra. Anna Kingsford, William Kingsland, Prof. William Crookes, Frank Podmore, F.W.H. Myers, Edmund Gurney, Charles Massey.
Keightley foi um membro proeminente da ST que ajudou na edição da obra-prima de Helena P. Blavatsky, A Doutrina Secreta. Ele serviu como Secretário Geral da Sociedade Teosófica Inglesa de 1888 a 1890. Ele era casado com Julia van der Planck, também conhecida como "Jasper Niemand", autora de vários folhetos teosóficos. Bertram Keightley, seu tio (embora mais jovem um ano), também era um teosofista.
Mais tarde, ele ficou do lado de William Quan Judge e seu ramo americano sobre o liderado por Annie Besant, e depois a facção associada a Ernest Temple Hargrove sobre a liderada por Katherine Tingley. Após a morte de sua esposa, mudou-se para Nova Iorque, onde participou das atividades do ramo "Hargrove" até sua morte em 1930.